# Ramiro García de Dios
Ramiro García de Dios (Palma, 1946) es un juez español. Desde el año 1996 hasta 2018 fue titular del Juzgado de Instrucción número 6 de Madrid. Del 2010 al 2018, fue uno de los tres jueces de control del Centro de internamiento de extranjeros de Aluche, Madrid. En 2016, la Asociación Pro Derechos Humanos de España (APDHE) le dio el premio Derechos Humanos. Es  miembro de Juezas y Jueces para la Democracia. El 2019 afirmó que la policía puede manipular pruebas para inculpar a los detenidos.